# ウラジスラウ・ダヴィスキバ
ウラジスラウ・セルゲイビッチ・ダヴィスキバ（ベラルーシ語: Уладзіслаў Сяргеевіч Давыскіба、ラテン文字転写: Uladzislau Sergeyevich Davyskiba、2001年3月31日 - ）は、ベラルーシの男子バレーボール選手。ベラルーシ代表。

## 来歴

### クラブチーム
ジロビン出身。2017年、Stolica Mińskへ入団。3年間プレーし、ベラルーシ国内リーグでは3度の準優勝を果たした。2019/20シーズンの国内リーグではベストアウトサイドヒッター賞を受賞した。2020年6月、イタリアセリエA1のVero Volley Monzaへ移籍し、2020/21シーズンのセリエA1リーグで4位、2021/22のCEV Volleyball Cupで優勝を果たし、MVPに選ばれた。2023年5月、モデナ・バレーへの移籍が発表された。

### 代表チーム
アンダーカテゴリーの代表として2017年、U-17欧州選手権に出場しベストスコアラー部門でトップの活躍をみせた。2018年、U-18欧州選手権に出場し5位となった。同年にシニア代表に初選出された。2021年、欧州選手権に出場した。

## 人物
ベラルーシ女子代表のバレーボール選手であるハンナ・ダヴィスキバと結婚した。

## 球歴
- 欧州選手権 - 2021年

## 所属チーム
- Stolica Mińsk（2017-2020年）
- Vero Volley Monza（2020-2023年）
- モデナ・バレー（2023年-）